# Тур Константина
Тур Константина (фр. Tour international de Constantine) — шоссейная многодневная велогонка, проходившая на территории Алжира. Проводилась в 2014—2016 годах. Была включена в календарь UCI Africa Tour, с категорией 2.2.

## Победители
| Год  | Победитель             | Второй               | Третий              |
| ---- | ---------------------- | -------------------- | ------------------- |
| 2014 | Сергей Белых           | Томас Лебас          | Миятака Симидзу     |
| 2015 | Амануэль Гебрезгабихир | Абдельмалек Мадани   | Абдеррахман Мансури |
| 2016 | Томас Вайткус          | Хесус Альберто Рубио | Эссаид Абелаче      |